# Sun Nan
Sun Nan (18 de febrero de 1969, Dalian), es un famoso cantante pop y Mandopop chino. Es uno de los artistas máa reconocidos y de mayor éxito de China.

## Carrera artística
Su carrera musical empezó en la década de los 90 del siglo XX, si bien se dio a conocer como cantante cuando se presentó por primera en el escenario en Pekín. Además ha recibido varios premios como el mejor artista en 2002.
Cantó y participó en la inauguración de los Juegos Olímpicos de Pekín 2008 y llevó en su mano la antorcha olímpica vestido con un traje deportivo.